# Grądy (gromada w powiecie ostrowskim)
Grądy – dawna gromada, czyli najmniejsza jednostka podziału terytorialnego Polskiej Rzeczypospolitej Ludowej w latach 1954–1972.
Gromady, z gromadzkimi radami narodowymi (GRN) jako organami władzy najniższego stopnia na wsi, funkcjonowały od reformy reorganizującej administrację wiejską przeprowadzonej jesienią 1954 do momentu ich zniesienia z dniem 1 stycznia 1973, tym samym wypierając organizację gminną w latach 1954–1972.
Gromadę Grądy z siedzibą GRN w Grądach utworzono – jako jedną z 8759 gromad na obszarze Polski – w powiecie ostrowskim w woj. warszawskim, na mocy uchwały nr VI/10/11/54 WRN w Warszawie z dnia 5 października 1954. W skład jednostki weszły obszary dotychczasowych gromad Chojny, Grądy, Grębki, Ruda, Rynek i Rząśnik-Majdan ze zniesionej gminy Komorowo oraz obszar dotychczasowej gromady Jarząbka ze zniesionej gminy Długosiodło w tymże powiecie. Dla gromady ustalono 13 członków gromadzkiej rady narodowej.
31 grudnia 1959 z gromady Grądy wyłączono wieś Rynek, włączając ją do gromady Jelonki w tymże powiecie, po czym gromadę Grądy zniesiono a jej (pozostały) obszar włączono do gromady Wąsewo tamże.